# Hoeksche Waard (isla)
Hoeksche Waard es una isla neerlandesa localizada en el delta del Rin-Mosa-Escalda localizada entre los ramales Oude Maas, Dordtsche Kil, Hollands Diep, Haringvliet y Spui, en la provincia de Holanda Meridional. La isla es una región eminentemente agrícola, al sur de la localidad de Róterdam. El Waard Hoeksche consiste en una zona tierras ganadas al mar (polders): que después de la inundación de Santa Isabel de 1421 en su mayor parte se inundaron. La tierra se ha recuperado poco a poco en los siglos siguientes.